# Vseslav Polocký
Vseslav Polocký (asi 1039 – 24. dubna 1101), také známý jako Vseslav čaroděj nebo Vseslav vidoucí, byl v letech 1044–1101 nejslavnější panovník Polocka a v letech 1068–1069 vládce Kyjevské Rusi. S Rostislavem Vladimirovičem a vojevodou Vyšatou vytvořil koalici proti triumvirátu bratrů Svjatoslava, Vsevoloda a Izjaslava Jaroslaviče. Do období jeho vlády v Polocku se datuje vznik místního Chrámu svaté Sofie.